# Palaeontology (journal)
Palaeontology est l'une des deux revues scientifiques de la Palaeontological Association (l'autre étant Papers in Palaeontology).

## Description

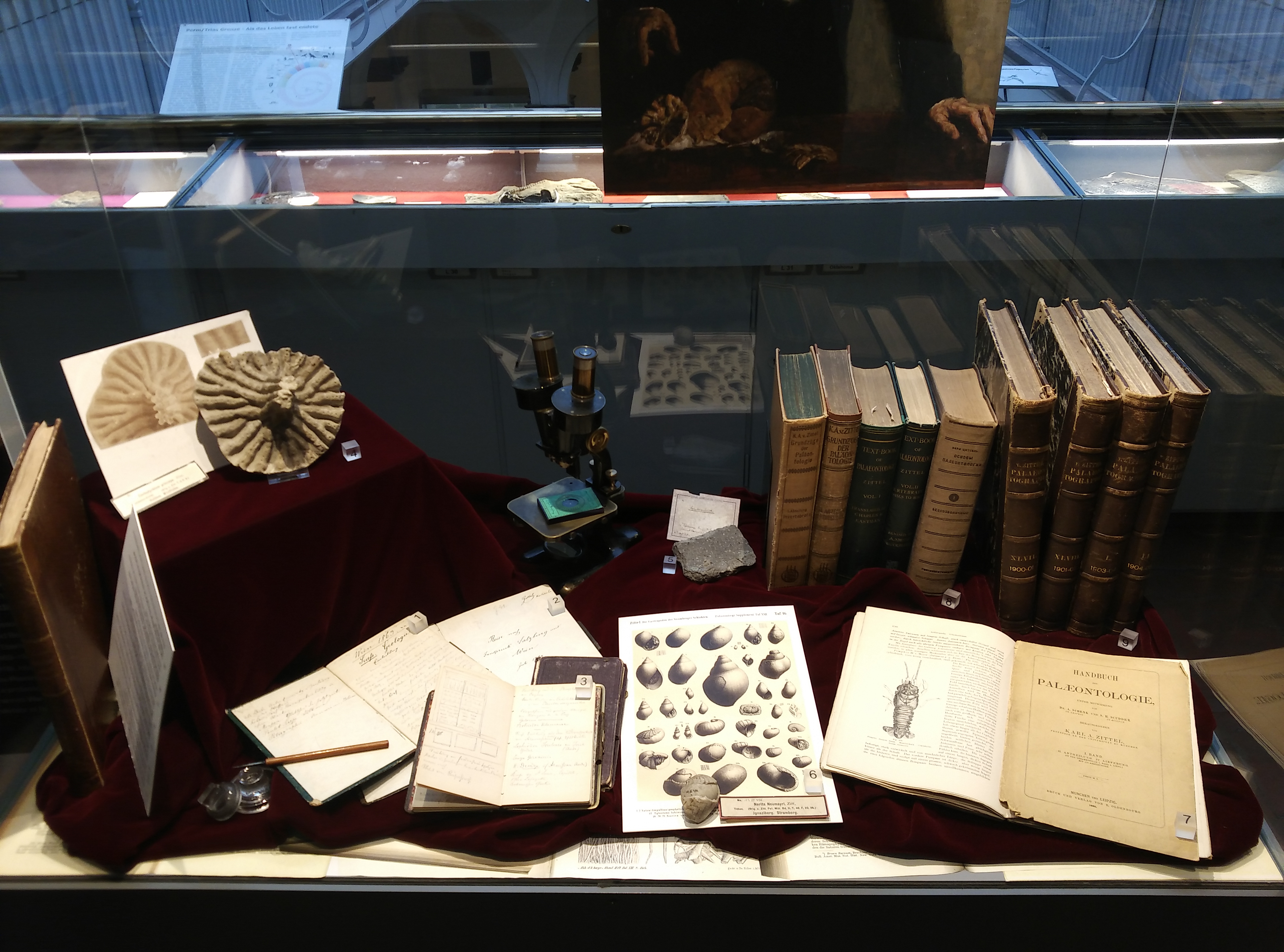
Affichage de la recherche en Palaeontology.

Elle a été créée en 1957 et est publiée au nom de l'Association par Wiley-Blackwell. Le rédacteur en chef est le Dr Paul Taylor (Natural History Museum, Londres). Palaeontology publie des articles sur une gamme de sujets paléontologiques, notamment la taphonomie, la morphologie fonctionnelle, la systématique, la reconstruction paléoenvironnementale et la biostratigraphie. Selon le Journal Citation Reports, la revue a un facteur d'impact 2021 de 3,547, la classant 3ème sur 54 revues dans la catégorie « Paléontologie ».